# 20. ceremonia wręczenia Europejskich Nagród Filmowych
20. ceremonia Europejskich Nagród Filmowych miała miejsce 1 grudnia 2007 w Berlinie. Nominacje do nagród zostały ogłoszone 3 listopada tegoż roku.

## Laureaci
Laureaci nagród wyróżnieni są wytłuszczeniem

### Najlepszy Europejski Film
- 4 miesiące, 3 tygodnie i 2 dni reż. Cristian Mungiu
- / Na krawędzi nieba reż. Fatih Akın
- Ostatni król Szkocji reż. Kevin Macdonald
- Niczego nie żałuję – Edith Piaf reż. Olivier Dahan
- Persepolis reż. Marjane Satrapi i Vincent Paronnaud
- Królowa reż. Stephen Frears

### Najlepszy Europejski Reżyser
- Cristian Mungiu − 4 miesiące, 3 tygodnie i 2 dni
- Fatih Akın − Na krawędzi nieba
- Roy Andersson − Do ciebie, człowieku
- Stephen Frears − Królowa
- Kevin Macdonald − Ostatni król Szkocji
- Giuseppe Tornatore − Nieznajoma

### Najlepsza Europejska Aktorka
- Helen Mirren − Królowa
- Marion Cotillard − Niczego nie żałuję – Edith Piaf
- Marianne Faithfull − Irina Palm
- Carice van Houten − Czarna księga
- Anamaria Marinca − 4 miesiące, 3 tygodnie i 2 dni
- Ksienija Rappoport − Nieznajoma

### Najlepszy Europejski Aktor
- Sason Gabbaj − Przyjeżdża orkiestra
- Elio Germano − Mój brat jest jedynakiem
- James McAvoy − Ostatni król Szkocji
- Miki Manojlović − Irina Palm
- Michel Piccoli − Zawsze piękna
- Ben Whishaw − Pachnidło

### Najlepszy Europejski Operator
- Frank Griebe − Pachnidło
- Anthony Dod Mantle − Ostatni król Szkocji
- Michaił Kriczman − Wygnanie
- Fabio Zamarion − Nieznajoma

### Najlepszy Europejski Scenarzysta
- Fatih Akın − Na krawędzi nieba
- Eran Kolirin − Przyjeżdża orkiestra
- Peter Morgan − Królowa
- Cristian Mungiu − 4 miesiące, 3 tygodnie i 2 dni

### Najlepszy Europejski Kompozytor
- Alexandre Desplat − Królowa
- Alex Heffes − Ostatni król Szkocji
- Dejan Pejović − Gucza! Pojedynek na trąbki
- Tom Tykwer, Johnny Klimek i Reinhold Heil − Pachnidło

### Nagroda Prix d’Excellence Europejskiej Akademii Filmowej
- Uli Hanisch za scenografię do filmu Pachnidło
- Jörg Höhne, Robin Pohle i Andreas Ruft za dźwięk do filmu Cztery minuty
- Didier Lavergne za charakteryzację do filmu Niczego nie żałuję - Edith Piaf
- Francesca Sartori za kostiumy do filmu Kapitan Alatriste
- Lucia Zucchetti za montaż do filmu Królowa

### Europejskie Odkrycie Roku
- Przyjeżdża orkiestra – Eran Kolirin
- Control – Anton Corbijn
- Gegenüber – Jan Bonny
- / Lęk przed Bogiem – Özer Kiziltan

### Najlepszy Europejski Film Dokumentalny – Prix ARTE
- Nie można zawinąć żaru w papier – Rithy Panh
- / Am Limit – Pepe Danquart
- Białoruski walc – Andrzej Fidyk
- Forever – Heddy Honigmann
- / Echa stron rodzinnych – Stefan Schwietert
- Hotel dziewięciogwiazdkowy – Ido Haar
- Zakochany szpieg – Nadav Schirman
- Où est l'amour dans la palmeraie? – Jérôme Le Maire
- Rozwód po albańsku – Adela Peeva
- Klasztor. Pan Vig i zakonnica – Pernille Rose Grønkjær

### Najlepszy Europejski Film Krótkometrażowy – Prix UIPu
- Prix UIP Wenecja:  W stronę światła – Eduardo Chapero-Jackson
- Prix UIP Gandawa:  Kwiz – Renaud Callebaut
- Prix UIP Valladolid:  Le Diner – Cécile Vernant
- Prix UIP Angers:  Adjustment – Ian Mackinnon
- Prix UIP Rotterdam: // Amin – David Dusa
- Prix UIP Berlin:  Rotten Apple – Ralitza Petrova
- Prix UIP Tampere:  Marzenia i pragnienia: więzy rodzinne – Joanna Quinn
- Prix UIP Kraków:  Dad – Daniel Mulloy
- Prix UIP Grimstad:  Tommy – Ole Giæver
- Prix UIP Vila do Conde:  Plot Point – Nicolas Provost
- Prix UIP Edynburg:  Soft – Simon Ellis
- Prix UIP Sarajewo:  Tokyo Jim – Jamie Rafn
- Prix UIP Drama:  Salvador – Abdelatif Hwidar

### Nagroda Publiczności (People’s Choice Award)
- Nieznajoma – Giuseppe Tornatore
- Dwa dni w Paryżu – Julie Delpy
- 12:08 na wschód od Bukaresztu – Corneliu Porumboiu
- Kapitan Alatriste – Agustín Díaz Yanes
- Czarna księga – Paul Verhoeven
- Obsługiwałem angielskiego króla – Jiří Menzel
- Ostatni król Szkocji – Kevin Macdonald
- Pachnidło – Tom Tykwer
- Królowa – Stephen Frears
- Reprise. Od początku, raz jeszcze – Joachim Trier
- Niczego nie żałuję – Edith Piaf – Olivier Dahan

### Nagroda Krytyków – Prix FIPRESCI
- Prywatne lęki w miejscach publicznych – Alain Resnais

### Europejska Nagroda Filmowa za Całokształt Twórczości
- Jean-Luc Godard

### Nagroda za Osiągnięcia w Światowej Kinematografii – Prix Screen International
- Michael Ballhaus

### Prix Euroimages
- Margaret Ménégoz i dr Veit Heiduschka

### Nagroda Jubileuszowa z okazji 20. edycji nagród
- Manoel de Oliveira